# Rétro à trois
Pour plus de détails, voir Fiche technique et Distribution.
Rétro à trois (Ретро втроём, Retro vtroyom) est un film russe réalisé par Piotr Todorovski, sorti en 1998,.

## Fiche technique
- Photographie : Nikolaï Nemoliaiev
- Musique : Alekseï Aïgi
- Décors : I. Simonova
- Montage : Alla Strelnikova